# Giro della Lunigiana
Il Giro della Lunigiana nato nel 1929, dalla US Vezzanese, è una corsa a tappe internazionale di ciclismo su strada organizzata oggi dall'U.S. Casano di Ortonovo, che si svolge lungo le strade del territorio della Lunigiana con cadenza annuale nel mese di settembre.
La gara prevede la partecipazione di ciclisti, in numero massimo di sei per squadra, scelti su selezione regionale per quanto riguarda le squadre italiane e nazionale per le squadre estere. 
Ripreso nel 1975, il Giro della Lunigiana nasce come corsa regionale per dilettanti con il nome di “Giro della bassa Lunigiana”. Nel 1978 diventa una manifestazione internazionale, riassumendo la denominazione di “Giro della Lunigiana”. Diventato nel tempo la corsa ciclistica più famosa e importante per la categoria juniores, il Lunigiana è stato inserito nel "Challenge Mondiale" dell'Unione Ciclistica Internazionale (UCI).

## Percorsi e tappe
Il Giro della Lunigiana si svolge nel territorio tra Liguria e Toscana nelle province di La Spezia e Massa-Carrara. In alcune edizioni però la corsa ha avuto tappe in altre provincie, come Lucca, Pistoia e Genova. I percorsi variano di anno in anno.
La tipologia del percorso è mista e include sia tappe pianeggianti o di bassa montagna, che molto spesso prevedono arrivi in volata, sia tappe di montagna, che sono considerate più impegnative; tra queste nelle edizioni dopo il 2000 viene spesso proposta la tappa con partenza e arrivo a Fosdinovo, considerata la “tappa regina” per il dislivello del suo percorso e l'arrivo in salita.
Il numero delle tappe varia di anno in anno. Le tappe generalmente sono quattro, ma nel corso si sono avute anche edizioni di sei tappe, come nei primi anni Novanta, e di tre tappe, dopo il 2000.

## Maglie
Le maglie caratteristiche del Giro della Lunigiana, indossate durante la gara dai migliori corridori delle diverse classifiche, sono sei:
- Maglia     Verde per il leader della classifica generale
- Maglia     Rossa per il leader della classifica della montagna
- Maglia     Azzurra per il leader della classifica a punti
- Maglia     Gialla per il leader dei traguardi volanti
- Maglia Bianca     per il leader della classifica dei giovani
- Maglia     Celeste per il leader della classifica stranieri

## Storia
il "Giro della Lunigiana" è stato inventato nel 1929, da una iniziativa della U.S. Vezzanese. I documenti trovati al riguardo, ci fanno conoscere che ne sono state disputate almeno 10 edizioni.
La prima edizione è stata realizzata e disputata nel lontano 1929
1929 Neri D, Neri C, Poletti, 
1931 Scorticati, Centi, Stretti C
1933 Tean, Bellandi, Dell'Arsina
1936 Ferrando L, Scazzola, Baronti
1937 Cafferata, Righi, Como
1938 Zuppa, Arpe, Stretti E.
1946 Mario Nola, Cafferata, Cervastri
1947 Bianchi T., Cargioli, Cervastri
1948 Armanino Armando, Bergaglio, Selvatici
1949 Ramachioti, Comis, Paolinetti

### Anni ottanta
Nel 1980, con l'adesione della nazionale sovietica, la corsa viene monopolizzata dalla squadra dell'allora Unione Sovietica CCCP, che vince tre tappe su quattro con Voronin e Demidenko, quest'ultimo vincitore anche del Giro; rimane agli avversari solo la prima tappa, conquistata da Roberto Pagnin. Anche nell'edizione del 1981 a dominare sono ancora i sovietici: vince la corsa Oleh Čužda. Nel 1982 partecipa alla corsa anche una squadra azzurra con Gianni Bugno, il campione italiano Juniores Luigi Botteon, Giambattista Bardelloni e Franco Ballerini. Nel lungo elenco degli iscritti figura anche la nazionale statunitense, oltre a quelle di URSS, Polonia, Danimarca, Norvegia, Belgio, Paesi Bassi, Jugoslavia. L'edizione 1982 è vinta dal russo Jurij Abramov, mentre il vincitore dell'anno dopo è il danese Alex Pedersen, premiato anche con la maglia bianca di miglior giovane corridore in gara.
Dal 1984 al 1989 i vincitori del Giro sono tutti italiani. Nella decima edizione vince il lombardo Gianluca Tonetti, mentre nel 1985 il vincitore è il trentino Paolo Ricciuto. Nel lungo elenco dei partecipanti, oltre alle nazionali di Paesi Bassi, Belgio, Norvegia e la novella Ungheria, ci sono i nomi di corridori italiani quali Tonetti, il campione italiano juniores Gianluca Pierobon, Antonio Politano, il campione ligure Gianni Baroni e Marco Lanteri. Nel 1986 la corsa va al lombardo Gianluca Bortolami, vincitore anche di tre tappe. L'anno successivo la vittoria va a Stefano Zanini, già tra i grandi protagonisti della passata stagione, mentre nel 1988 vince il lombardo Giuseppe Guerini. Nel 1989 le vittorie di tappa vanno nell'ordine a Davide Rebellin, Massimiliano Gentili, Paolo Fornaciari, Filippo Simeoni e Gilberto Simoni, e la vittoria finale è appannaggio del trentino Simoni.

### Anni novanta
Nell'edizione del 1990 partecipano numerosi atleti destinati ad avere una carriera professionistica, come il sovietico Volodymyr Duma, gli olandesi Léon van Bon e Michael Boogerd, il campione italiano di categoria Daniele Nardello, Francesco Secchiari e Mario Traversoni; a vincere la corsa è il sovietico Pavel Čerkasov. L'edizione del 1991 vede vincitore al suo ultimo anno da juniores il kazako Andrej Mizurov, mentre l'anno dopo si impone il veneto Marzio Bruseghin. Nel 1993 sono centotrenta i corridori aspiranti alla vittoria del Giro, e a vincere è il russo Vitalij Kokorin, mentre nel 1994 si festeggia la vittoria dell'abruzzese Danilo Di Luca, vincitore anche della seconda tappa con una media di oltre quarantotto chilometri orari. L'edizione 1995 è dominata ancora da atleti italiani quali Alessandro Brendolin, Valentino China, Claudio Astolfi e Ivan Basso: nella tappa più impegnativa si impone il lombardo China, mentre la classifica generale è vinta dal veneto Brendolin, con nove secondi di vantaggio sul ceco Petr Klasa.
L’edizione del 1996 vede protagonisti delle prime tappe il ceco David Tichy e il russo Denis Bondarenko, ma vincitore finale è il toscano Claudio Astolfi, che ottiene anche la maglia rossa di miglior scalatore, la maglia azzurra della classifica a punti e quella gialla di leader dei traguardi volanti; il Giro dell'anno dopo vede invece vincitore l'olandese Roel Egelmeers. Nel 1998 si impone il veneto Damiano Cunego, vincitore anche della terza tappa, davanti a Beniamino Di Nunzio, al tedesco Torsten Hiekmann e al ceco Michael Moureček. Nell'edizione del 1999 alla partenza si trovano centocinquanta aspiranti campioni provenienti da Australia, Austria, Belgio, Germania, Repubblica Ceca, Olanda, Norvegia, Russia, Slovenia, con l'assoluta novità del Giappone: la vittoria va al russo Aleksandr Kolobnev, con a ruota l'abruzzese Daniele Marzani, secondo classificato a quarantasette secondi; a seguire Luca Lazzerini e Patrik Martini.

### Il terzo millennio
Nell’edizione del 2000 i primi due posti finali vanno ai russi Aleksandr Arekeev e Vladimir Gusev, a seguire in terza posizione l'italiano Antonio Bucciero. L'anno successivo dominano le classifiche i corridori stranieri: vince il Giro l'ucraino Oleksandr Kvačuk, seguito dal belga Jurgen Van Den Broeck e dal russo Oleg Rodionov. Nel 2002 vince l'italiano Vincenzo Nibali, futuro vincitore di almeno un'edizione di tutti e tre i Grandi Giri professionistici. Nel 2003 arrivano ai nastri di partenza anche la Nazionale iraniana e la Nazionale israeliana: è la stagione di Valerio Agnoli, che vince la corsa battendo il francese Rémy Di Grégorio e il connazionale Cristiano Salerno. Nella trentesima edizione, nel 2004, si impone l'olandese Rob Ruijgh davanti allo spagnolo Héctor González Baeza e al belga Ben Hermans; l'anno dopo il successo è del danese Thomas Vedel Kvist, alle sue spalle il polacco Jarosław Marycz e l'italiano Matteo Ciavatta.
Nel 2006 il podio torna a essere tutto italiano, con Daniele Ratto, Diego Ulissi, vincitore anche della "tappa regina" di Fosdinovo, e Adriano Malori; l'anno dopo si impone invece Giorgio Cecchinel, grande protagonista e vincitore della terza tappa, davanti allo stesso Ratto. Nel 2008 protagonista e vincitore della quarta tappa è il futuro campione del mondo Elite Peter Sagan; vince il Giro l'austriaco Stefan Mair, seguito dall'olandese Wilco Kelderman e dal polacco Paweł Poljański. L'edizione successiva vede la vittoria dell'italiano Simone Antonini, con secondo e terzo il russo Gennadij Tatarinov e l'italiano Michele Scartezzini, mentre nel 2010 si impone il kazako Maksat Ajazbaev, vincitore anche della prima tappa, davanti al tedesco Jasha Sütterlin e all'italiano Giacomo Berlato.
Negli ultimi anni si ha avuto ancora alternanza di vittorie tra italiani e stranieri. A un 2011 monopolizzato dagli atleti azzurri, con il vincitore Alberto Bettiol, capace di imporsi anche in due tappe su tre, seguito da Simone Andreetta e Valerio Conti, fa seguito l'edizione 2012 vinta dallo sloveno Matej Mohorič (campione del mondo a Valkenburg pochi giorni dopo) davanti al tedesco Silvio Herklotz, grande protagonista e vincitore di tre tappe su quattro, e all'italiano Umberto Orsini. Nell'edizione del 2013 primo e secondo posto vanno ai britannici Tao Geoghegan Hart e Scott Davies, con a ruota l'australiano Robert Power. Nel 2014 la corsa è sospesa a causa di problematiche interne all'organizzazione: riprende regolarmente nel 2015, con un podio finale tutto italiano, composto, in ordine di classifica, da Daniel Savini, Riccardo Lucca e Mattia Melloni. Nel 2016 vince lo sloveno Tadej Pogačar davanti al russo Evgenij Kazanov e al veneto Samuele Battistella, mentre nel 2017 il successo è appannaggio del toscano Andrea Innocenti, vincitore della seconda tappa, davanti al tedesco Leon Heinschke e a Fabio Mazzucco. Nel 2018 a vincere è il Belga Remco Evenepoel, dominatore sin dalla prima tappa, in seconda posizione il connazionale Ilan Van Wilder e in terza posizione il Tedesco Jakob Gessner.
L’edizione del 2019 trionfa il lombardo Andrea Piccolo per i suoi grandi meriti ma anche per l’apporto della squadra sotto la guida dell’ex corridore Ivan Quaranta.
Per l’anno 2020 la società organizzatrice del Giro, il Casano SSD, ha deciso di rinunciare all’organizzazione della corsa in quanto risultava impensabile affrontare l’organizzazione di un evento di tale portata con i funzionari e le Polizie Locali delle istituzioni coinvolte, già alle prese con la gravosa gestione delle problematiche prioritarie dovute al covid 19, senza dare loro una chiara linea guida da seguire per la tipologia di logistica da preparare per permettere la corretta applicazione delle procedure sanitarie previste anti-covid.
La regolare organizzazione del Giro è ripresa nel 2021 dove trionfa il francese Lenny Martinez, seguito dagli italiani al secondo e terzo posto con Ludovico Crescioli e Alessandro Pinarello. L’edizione del 2022 vede duello fino all'ultimo tra il francese Paul Magnier primo sul traguardo di Fivizzano dopo la vittoria della tappa precedente, ma trionfa con la maglia verde il portoghese António Morgado che ha replicato colpo su colpo finendo a fianco del transalpino nello sprint finale, si classifica terzo lo slovacco Tomáš Sivok.

## Corridori più noti
Al Giro della Lunigiana hanno partecipato migliaia di ciclisti della categoria Juniores, e molti di loro sono poi diventati professionisti, affermandosi in importanti gare internazionali. Tra i vincitori del Lunigiana si segnalano Franco Chioccioli nel 1977 (vincitore del Giro d'Italia 1991), Gianluca Bortolami nel 1986 (vincitore della Coppa del mondo 1994), Gilberto Simoni 1989 (due volte vincitore del Giro d'Italia), Danilo Di Luca nel 1994 (vincitore del Giro d'Italia 2007), Damiano Cunego nel 1998 (vincitore del Giro d'Italia 2004), Vincenzo Nibali nel 2002 (capace di vincere due Giri, Tour de France e Vuelta a España), Remco Evenepoel nel 2018 (vincitore della Vuelta a España 2022) e Tadej Pogacar (vincitore di 3 Tour de France e del Giro d'Italia 2024).
Tra coloro che non sono arrivati primi nella classifica finale, spiccano Maurizio Fondriest, Moreno Argentin, Davide Cassani, Gianni Bugno (secondo al Lunigiana del 1981 e vincitore di una tappa nell'anno successivo), Paolo Bettini (terzo nel 1992), Ivan Basso (terzo nel 1995), Adriano Malori (terzo nel 2006) e Peter Sagan (vincitore della quarta tappa nel 2008).

## Albo d'oro
Aggiornato all'edizione 2024
| Anno | Vincitore            | Secondo               | Terzo                |
| ---- | -------------------- | --------------------- | -------------------- |
| 1975 | Corrado Donadio      | ?                     | ?                    |
| 1976 | Ivano Maffei         | ?                     | ?                    |
| 1977 | Franco Chioccioli    | ?                     | ?                    |
| 1978 | Raniero Gradi        | ?                     | ?                    |
| 1979 | Silvio Rivieri       | ?                     | ?                    |
| 1980 | Victor Demidenko     | ?                     | ?                    |
| 1981 | Oleh Čužda           | Gianni Bugno          | ?                    |
| 1982 | Jurij Abramov        | ?                     | ?                    |
| 1983 | Alex Pedersen        | ?                     | Rolf Sørensen        |
| 1984 | Gianluca Tonetti     | ?                     | ?                    |
| 1985 | Paolo Ricciuti       | Florido Barale        | ?                    |
| 1986 | Gianluca Bortolami   | Stefano Giraldi       | ?                    |
| 1987 | Stefano Zanini       | Vincenzo Galati       | ?                    |
| 1988 | Giuseppe Guerini     | ?                     | ?                    |
| 1989 | Gilberto Simoni      | Davide Rebellin       | Andrea Peron         |
| 1990 | Pavel Čerkasov       | Jonny Angelini        | Niels Van Der Steen  |
| 1991 | Andrej Mizurov       | Santiago Blanco       | Rik Reinerik         |
| 1992 | Marzio Bruseghin     | Matteo Frutti         | Paolo Bettini        |
| 1993 | Vitalij Kokorin      | Guido Trentin         | Alain Turicchia      |
| 1994 | Danilo Di Luca       | Giuliano Figueras     | Aleksandr Parfimovič |
| 1995 | Alessandro Brendolin | Petr Klasa            | Ivan Basso           |
| 1996 | Claudio Astolfi      | Dmitrij Gajnetdinov   | Bram Deaard          |
| 1997 | Roel Egelmeers       | Stefano Boggia        | Staf Scheirlinckx    |
| 1998 | Damiano Cunego       | Beniamino Di Nunzio   | Torsten Heikmann     |
| 1999 | Aleksandr Kolobnev   | Daniele Marziani      | Luca Lazzerini       |
| 2000 | Aleksandr Arekeev    | Vladimir Gusev        | Antonio Bucciero     |
| 2001 | Oleksandr Kvačuk     | Jurgen Van Den Broeck | Oleg Rodionov        |
| 2002 | Vincenzo Nibali      | Miha Švab             | Michael Muck         |
| 2003 | Valerio Agnoli       | Rémy Di Grégorio      | Cristiano Salerno    |
| 2004 | Rob Ruijgh           | Héctor González Baeza | Ben Hermans          |
| 2005 | Thomas Vedel Kvist   | Jarosław Marycz       | Matteo Ciavatta      |
| 2006 | Daniele Ratto        | Diego Ulissi          | Adriano Malori       |
| 2007 | Giorgio Cecchinel    | Daniele Ratto         | Dimitri Le Boulch    |
| 2008 | Stefan Mair          | Wilco Kelderman       | Paweł Poljański      |
| 2009 | Simone Antonini      | Gennadij Tatarinov    | Michele Scartezzini  |
| 2010 | Maksat Ajazbaev      | Jasha Sütterlin       | Giacomo Berlato      |
| 2011 | Alberto Bettiol      | Simone Andreetta      | Valerio Conti        |
| 2012 | Matej Mohorič        | Silvio Herklotz       | Umberto Orsini       |
| 2013 | Tao Geoghegan Hart   | Scott Davies          | Robert Power         |
| 2014 | Non disputata        | Non disputata         | Non disputata        |
| 2015 | Daniel Savini        | Riccardo Lucca        | Mattia Melloni       |
| 2016 | Tadej Pogačar        | Evgenij Kazanov       | Samuele Battistella  |
| 2017 | Andrea Innocenti     | Leon Heinschke        | Fabio Mazzucco       |
| 2018 | Remco Evenepoel      | Ilan Van Wilder       | Jakob Gessner        |
| 2019 | Andrea Piccolo       | Alessio Martinelli    | Andrea Piras         |
| 2020 | Non disputata        | Non disputata         | Non disputata        |
| 2021 | Lenny Martinez       | Ludovico Crescioli    | Alessandro Pinarello |
| 2022 | António Morgado      | Paul Magnier          | Tomáš Sivok          |
| 2023 | Léo Bisiaux          | Lorenzo Finn          | Lorenzo Mottes       |
| 2024 | Paul Seixas          | Lorenzo Finn          | Pavel Šumpík         |